# Escut de Papua Nova Guinea
L'escut de Papua Nova Guinea, més aviat un emblema que no un escut heràldic, fou aprovat oficialment el 1971.
Consisteix en un ocell del paradís (Gerrus paradisaea) reguardant amb les ales esteses al natural, perxat damunt un tambor kundu d'ús cerimonial posat en faixa, de sable i embellit d'argent i amb la membrana també d'argent a la destra, darrere el qual hi ha acoblada una llança tradicional d'argent fustada de sable, també posada en faixa i amb la fulla, dentada, a la sinistra.
L'ocell del paradís, la major part d'espècies del qual són endèmiques d'aquestes illes, és considerat l'ocell nacional i és representat també a la bandera estatal. Fou introduït com a símbol neoguineà per la Companyia Alemanya de Nova Guinea a les monedes encunyades el 1894.